# Paul Ladmirault
Paul Émile Ladmirault (ur. 8 grudnia 1877 w Nantes, zm. 30 października 1944 w Camoël) – francuski kompozytor.

## Życiorys
Uczył się w konserwatorium w Nantes, które ukończył w 1893 roku z I nagrodą. Tam też w 1893 roku wystawił swoją pierwszą operę Gilles de Retz. W 1895 roku rozpoczął studia w Konserwatorium Paryskim, gdzie jego nauczycielami byli Antoine Taudou (harmonia), André Gedalge (kontrapunkt i fuga) oraz Gabriel Fauré (kompozycja). Wykładał kompozycję, kontrapunkt i fugę w konserwatorium w Nantes, pełnił też funkcję jego dyrektora. Pisał krytyki muzyczne do „Quest-artiste”, „Courrier musical” i „Revue musicale”. Był członkiem zarządu Société Nationale de Musique.
W swojej twórczości wykorzystywał elementy bretońskiej muzyki ludowej.

## Wybrane kompozycje
(na podstawie materiałów źródłowych)

### Utwory orkiestrowe
- Suite bretonne (1902)
- preludium symfoniczne Brocéliande au matin (1909)
- Symfonia  (1910)
- poemat symfoniczny Le jeunesse de Cervantès (1926)
- poemat symfoniczny En forêt (1932)

### Utwory kameralne
- Ballet bohémien na flet, obój, podwójny kwartet smyczkowy i fortepian (1898)
- Fantaisie na skrzypce i fortepian (1899)
- Chanson grecque na flet i fortepian (1900)
- Sonata skrzypcowa (1901)
- De l’ombre à la clarté na skrzypce i fortepian (1936)

### Utwory wokalno-instrumentalne
- Airs anciens na tenora, kwartet smyczkowy i fortepian (1897)
- Les choeurs des âmes de la forêt na chór i orkiestrę (1903)

### Operetki
- Glycère (wyst. Paryż 1928)

### Opery
- Gilles de Retz (wyst. Nantes 1893)
- Myrdhin (1902, nie wystawiona)

### Balety
- Le prêtresse de Korywden (wyst. Paryż 1926)